# Гертнер, Андреас

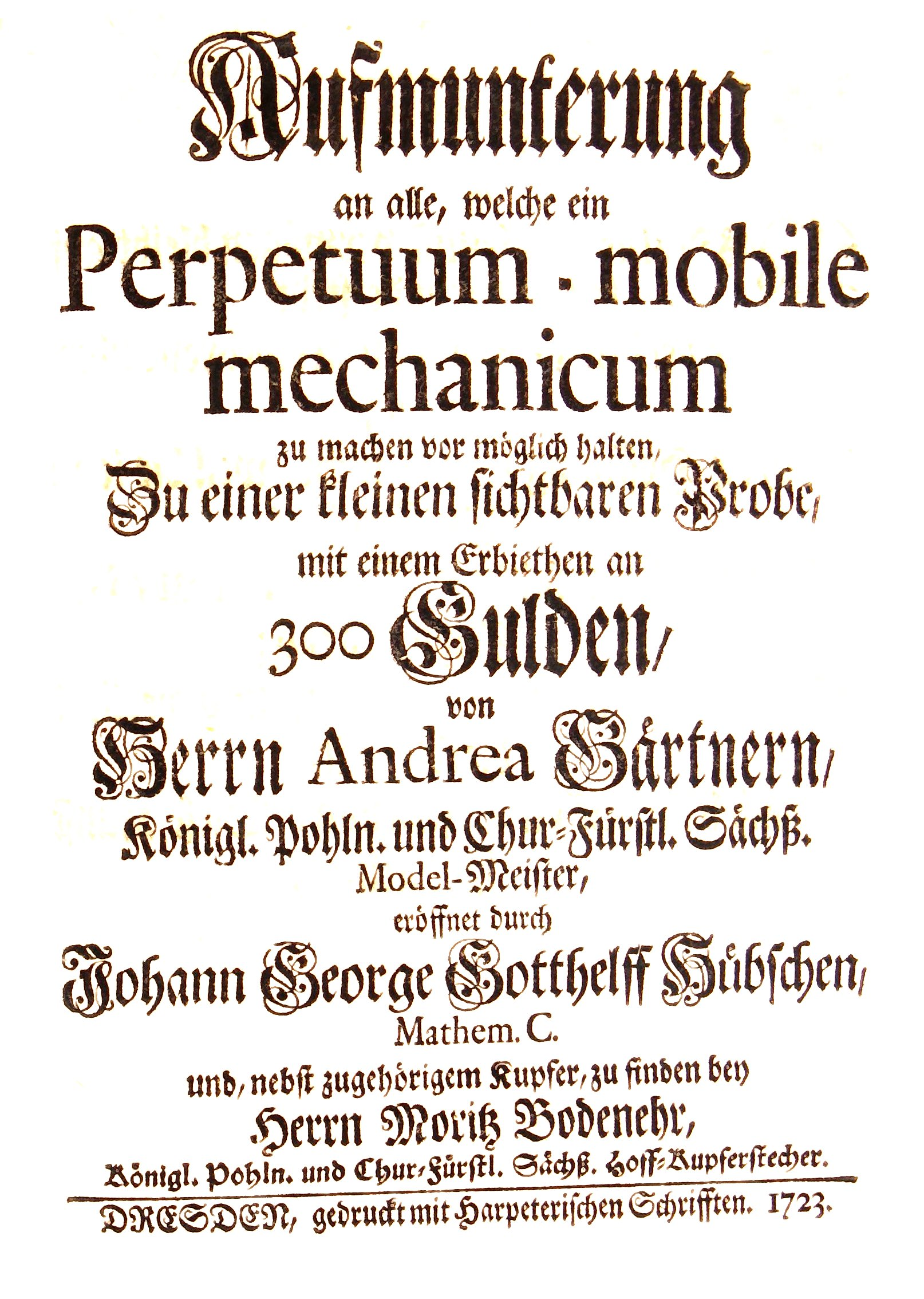

Андреас Гертнер, серболужицкий вариант — Гандрий Загродник (в.-луж. Handrij Zahrodnik, нем. Andreas Gärtner, 24 декабря 1654 года, Хвачицы, Верхняя Лужица — 2 февраля 1727 года, Дрезден) — серболужицкий учёный, естествоиспытатель и изобретатель.

## Биография
Родился 24 декабря 1654 года в серболужицкой деревне Хвачицы. Обучался плотницкому делу в родной деревне, затем изучал механику в Болонье. В 1686 году возвратился в Лужицу. Работал придворным механиком и мастером. Конструировал механические часы и астрономические приборы. Около 1700 года сконструировал для Августа Сильного часы, на которых вокруг главного циферблата были дополнительные 360 отметок, которые показывали время в различных часовых поясах. Эти часы в настоящее время демонстрируются в Физико-математическом салоне в Дрездене. Построил на территории паркового комплекса Цвингер фонтан с подъёмом воды на 16 метров и во дворце — лифт на третий этаж.
В 1715 году подал в отставку из-за споров с приверженцами идеи вечного двигателя, работавшими при дворце Августа Сильного. В 1723 году издал книгу «Aufmunterung an alle, welche ein perpetuum mobile mechanicum, zu machen vor möglich halten zu einer kleinen sichtbaren grobe mit einem Erbiethen an 300 gulden», в которой доказывал, что невозможно построить вечный двигатель.

## Память

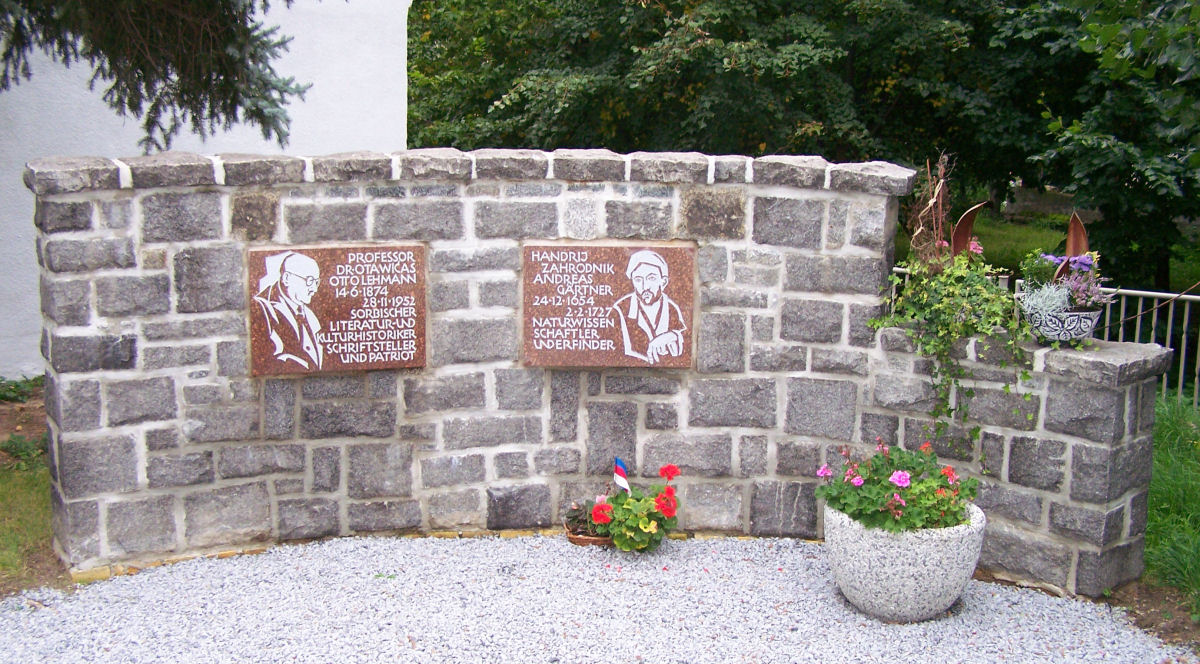

- В 1980 году в его родном селе перед школой был установлен небольшой мемориальный комплекс с мемориальными табличками, посвящённые Гандрию Загроднику и Ота Вичазу.